# Myrmarachne nubilis
Myrmarachne nubilis este o specie de păianjeni din genul Myrmarachne, familia Salticidae, descrisă de Wanless, 1978. Conform Catalogue of Life specia Myrmarachne nubilis nu are subspecii cunoscute.